# Афонин, Вениамин Георгиевич
Вениами́н Гео́ргиевич Афо́нин (8 июля 1931, Прокопьевск, Западно-Сибирский край, РСФСР — 23 мая 2017, Москва) — советский партийный и государственный деятель, депутат Верховного Совета РСФСР (1980—1990), первый секретарь Куйбышевского обкома КПСС (1988—90 гг.), член ЦК КПСС (с 1989 г.), народный депутат СССР (1989—1991).

## Биография

### Образование
В 1946 году окончил семь классов средней школы.
В 1950 году окончил Кемеровский химико-технологический колледж, по специальности механика по оборудованию химических заводов, работал на заводе.
В 1963 году окончил Кемеровский горный институт по специальности «инженер-механик».
В 1974 году заочно окончил Высшую партийную школу при ЦК КПСС.

### Трудовая деятельность
1951—1954 — срочная служба в рядах Советской Армии в Дальневосточном военном округе.
После службы работал на заводе в Кемерове механиком, начальником участка.
1955 — первый секретарь Кировского райкома ВЛКСМ в г. Кемерово, С 1957 года член КПСС.
1963 — заместитель главного механика на Кемеровском заводе «Прогресс».
1965—1970 — механик, заместитель главного механика, с 1970 — секретарь заводской парторганизации Невинномысского химического комбината в Ставропольском крае.
1970—1978 — первый секретарь городского комитета КПСС г. Невинномысска.
1978—1980 — заведующий отделом строительства Ставропольского крайкома КПСС.
1980—1983 — секретарь Ставропольского крайкома КПСС.
1983—1988 — заведующий отделом химической промышленности ЦК КПСС, с 1986 года — кандидат в члены ЦК КПСС.
1988—1990 — первый секретарь Куйбышевского обкома КПСС, с апреля 1989 года — член ЦК КПСС.
1980—1990 — депутат Верховного Совета РСФСР 10 и 11 созывов.
1989—1991 — народный депутат СССР.
Был делегатом 25-го, 26-го, 27-го и 28-го съездов КПСС.
С 1990 года пенсионер союзного значения.

## Награды
- Орден Дружбы народов
- Два Ордена Трудового Красного Знамени

## Общественное признание
В 2011 году за большой вклад в экономическое, социальное и культурное развитие Ставрополья В. Г. Афонину присвоено звание «Почётный гражданин Ставропольского края».